# Ott Arder

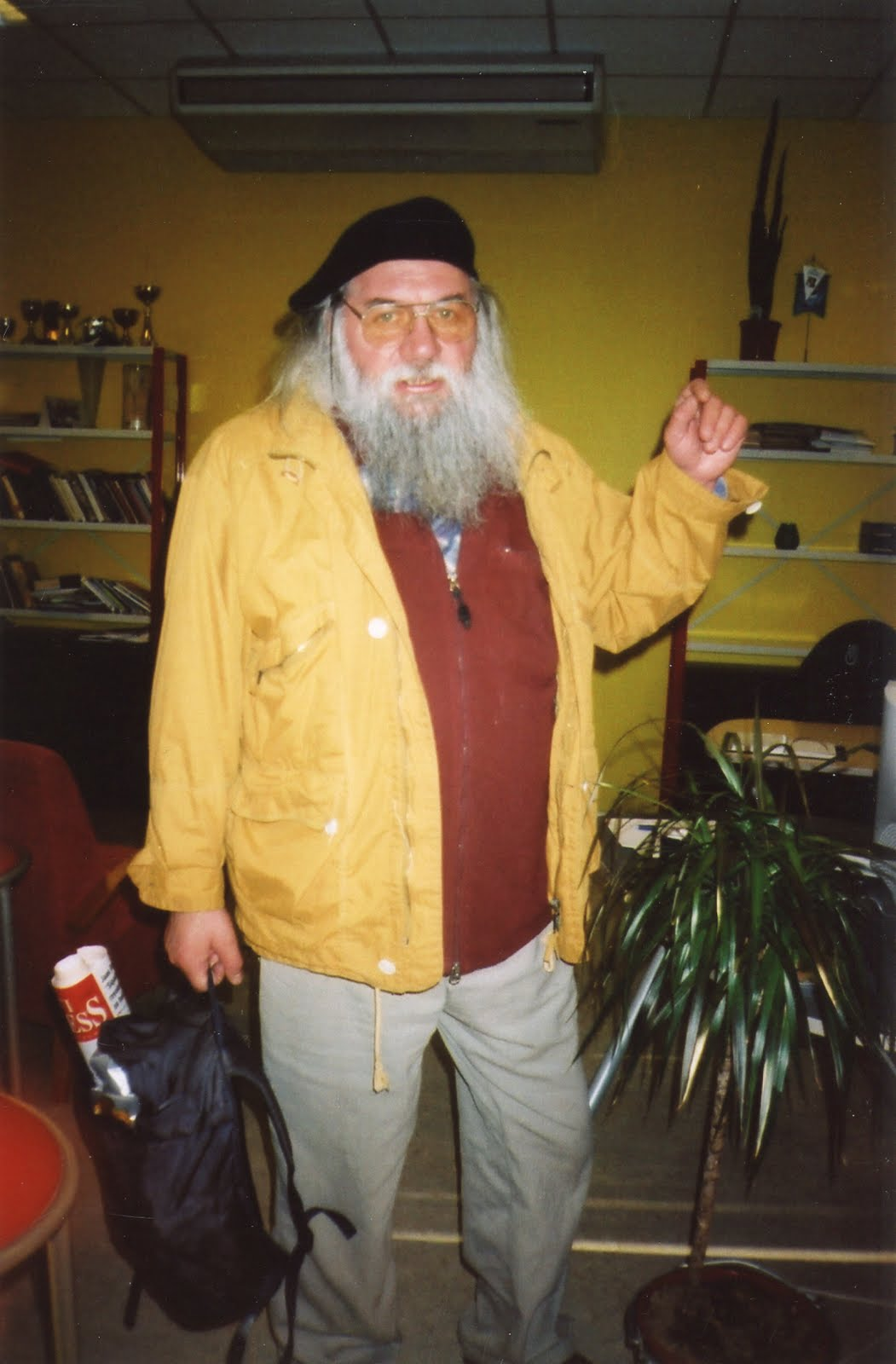
Ott Arder 2004. Foto: Jaak Urmet.

Ott Arder (* 26. Februar 1950 in Tallinn; † 26. Juni 2004 in Kassari) war ein estnischer Dichter, Kinderbuchautor und Übersetzer.

## Leben
Ott Arder ging in Rakvere zur Schule und machte als Externer Abitur in Tallinn. 1970–1971 studierte er am Tallinner Pädagogischen Institut Bibliothekswissenschaften. Gleichzeitig war er in diversen Anstellungen als Arbeiter tätig. Seit 1974 war er freiberuflicher Schriftsteller, allerdings wurde er Mitglied des Estnischen Schriftstellerverbandes erst 1990.
Ott Arder wurde am 26. Juni 2004 tot am Badestrand von Kassari aufgefunden.

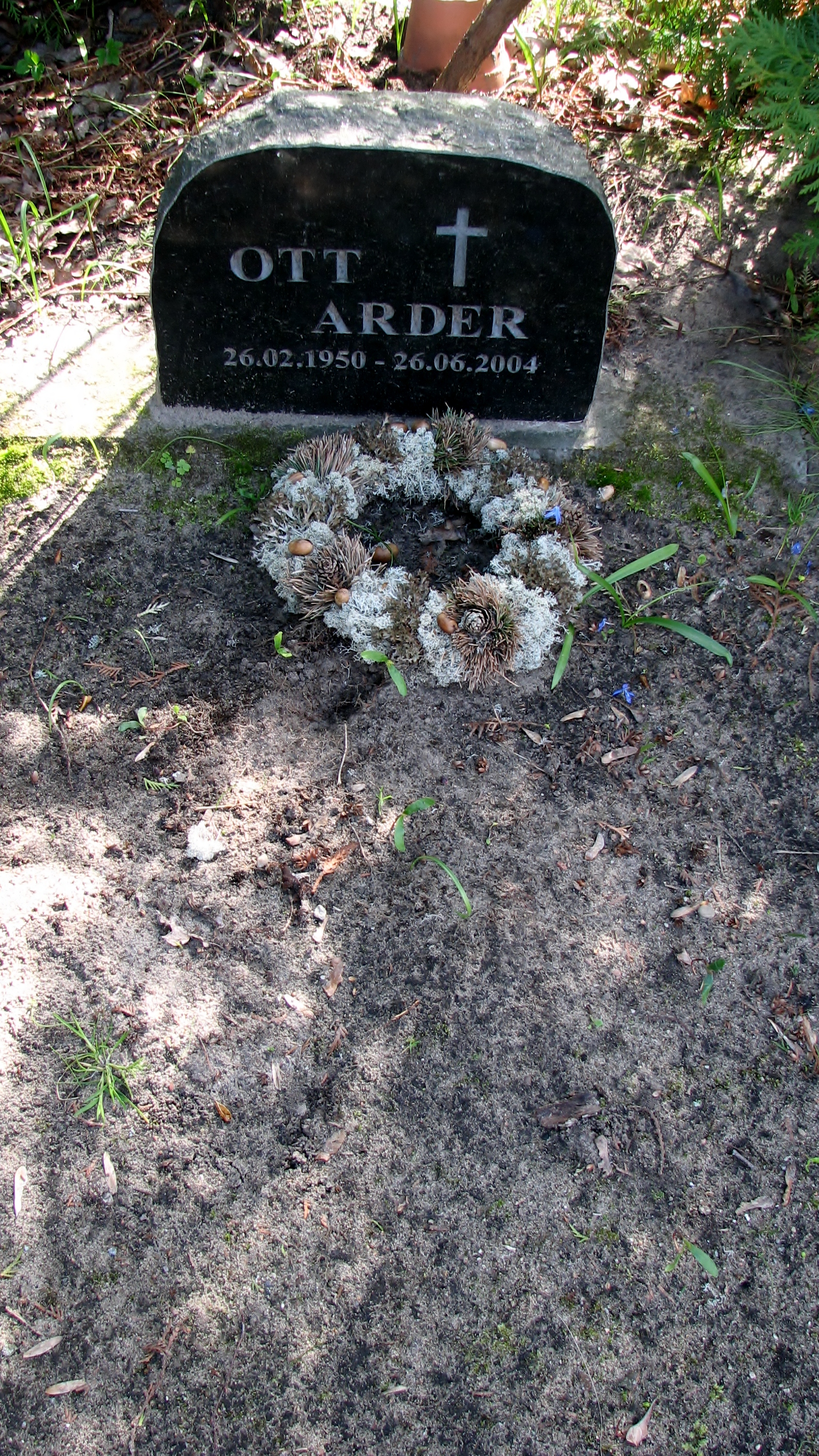
Ott Arders Grab auf dem Friedhof in Tallinn
Foto: Ave Maria Mõistlik, 6. Mai 2012

Ott Arders jüngerer Bruder war der Musiker Jaan Arder. Sein Vater Arpád Arder (1922–1995) war ein Baptistenprediger und Enkel des estnischen Staatsmannes Jaan Poska.

## Werk
Arder debütierte 1973 mit einer Kurzgeschichte in der Zeitschrift Noorus und publizierte danach in verschiedenen Zeitschriften. Sein erstes Buch erschien 1980. Charakteristisch für seine Bücher sind eine spritzige Sprache, humoristische Elemente und zahlreiche Wortspiele. Viele seiner Bücher sind von Priit Pärn illustriert. Außerdem schrieb Arder auch viele Texte für Rockbands.

## Bücher

### Kinderbücher und Gedichtbände
- Bumerang ('Bumerang'. Illustriert von Priit Pärn, Tallinn: Eesti Raamat 1980. 52 S.)
- Üks kõiksus ('Ein Universum'. Gedichte, Tallinn: Eesti Raamat 1982. 56 S.)
- Koer poiss sõitis jänest ('Der Lausebube ist schwarz gefahren'. Illustriert von Priit Pärn, Tallinn: Eesti Raamat 1980. 43 S.)
- Mine metsa ('Geh in den Wald'. Illustriert von Priit Pärn, Tallinn: Eesti Raamat 1986. 29 S.)
- Tasakaalukeeled ('Gleichgewichtssprachen'. Gedichte. Tallinn: Eesti Raamat 1988. 63 S.)
- Valge raamat ('Das weiße Buch'. Illustriert von Priit Pärn, Tallinn: Eesti Raamat 1989. 46 S.)
- Potsatus ('Plumps'. Illustriert von Priit Pärn, Tallinn: Vagabund 1993. 48 S.)
- (gemeinsam mit Leonhard Lapin) Pisike ruut ja sihvakas sirge ('Das kleine Quadrat und die schlanke Gerade'. Tallinn: Vagabund 1996. 37 S.)
- Tähetolgus. Tähe(d) tolmus ('Buchstabentölpel. Buchstaben im Staub'. Tallinn: Eesti Keele Sihtasutus 2001. 32+32 S.)
- Metsapoolne ('Waldseitig'. Gedichte. Tallinn: Tänapäev 2002. 45 S.)
- Puupeatus ('Baumhaltestelle'. Tallinn: Eesti Keele Sihtasutus 2003. 57 S.)
- Luule sünnib kus sünnib kui sünnib ('Dichtung entsteht, wo sie entsteht, wenn sie entsteht'. Gedichtauswahl, zusammengestellt von Leelo Tungal. Tallinn: Tänaüäev 2006. 301 S.)
- Igavene eesel ('Der ewige Esel'. Illustriert von Henno Käo. Tallinn: Uus Media 1996. 31 S.)

### Übersetzungen
- Uluro Ado: Juko jutud ('Jukus Geschichten'. Tallinn: Eesti Raamat 1978. 37 S.)
- Carl Michael Bellman: Fredmani epistlid & laulud ('Fredmans Episteln & Lieder', gemeinsam mit mati Sirkel. Tallinn: Kunst 1993. 135 S.)
- Viktor Krivulin: Viimane raamat ('Das letzte Buch'. Tallinn: Umara 1996. 46 S.)
- Wenedikt Jerofejew: Moskva-Petuški ('Die Reise nach Petuschki. Tallinn: Tänapäev 2000. 139 S.)
- Kari Hotakainen: Lasteraamat ('Kinderbuch'. Tallinn: Tänapäev 2001. 127 S.)
- Venedikt Jerofejev: Psühhopaadi märkmed ('Aufzeichnungen eines Psychopathen' (nur die Gedichte). 2001)
- Wladimir Sorokin: Sinine pekk ('Blauer Speck' (nur die Gedichte). Tallinn: Hotger 2002. 311 S.)